# Sei Fèras
Lei Fèrras (en francès Les Ferres) és un municipi francès situat al departament dels Alps Marítims i a la regió de Provença – Alps – Costa Blava.

## Demografia
| 1962                                       | 1968 | 1975 | 1982 | 1990 | 1999 | 2006 |
| ------------------------------------------ | ---- | ---- | ---- | ---- | ---- | ---- |
| 64                                         | 71   | 35   | 40   | 36   | 59   | 89   |
| Des de 1962: població sense dobles comptes |      |      |      |      |      |      |

## Administració
| Període | Identitat           | Partit |
| ------- | ------------------- | ------ |
| 2001-   | Claude Guy Berenger |        |